# Треба любити
«Треба любити» — радянський художній фільм 1973 року, знятий режисером Мухамедом Союнхановим на кіностудії «Туркменфільм».

## Сюжет
Телефільм за мотивами повісті Б. Худайназарова «СОРМОВО-27». Про людей, які збудували в самому серці Чорної пустелі, повноводну річку — Каракумський канал, який з'єднав води Аму-Дар'ї та Каспію. Нелегка праця людей, які живуть і працюють у пустелі, але у фільмі йдеться не про суворість побуту, а про моральну атмосферу робітничого колективу.

## У ролях
- Меред Атаханов — Союн-ага
- Танрикулі Сеїткулієв — Мерван
- Алла Туманян — Джемал
- Ходжадурди Нарлієв — Ашир
- Раїса Недашківська — Айна
- Джерен Ішанкулієва — Герек
- Баба Аннанов — Непес Сарийович
- Анатолій Ведьонкін — Віктор Орлов
- Н. Мередов — Шаміл
- Антоніна Рустамова — Ширін
- Шукур Кулієв — медбрат
- Лідія Котовщикова — тітка Паша
- Сона Мурадова — мати Ширін
- Володимир Краснопольський — Єгор

## Знімальна група
- Режисер — Мухамед Союнханов
- Сценаристи — Аждар Ібрагімов, Маргарита Малєєва
- Оператори — Анатолій Іванов, Усман Сапаров
- Композитор — Мурат Атаєв
- Художник — Олексій Філь